# 응우옌반떰
응우옌반떰(베트남어: Nguyễn Văn Tâm, 1893년 ~ 1990년 11월 23일)은 베트남 응우옌왕조 와 남베트남 의 정치인이었다. 소속 정당은 베트남 국민당이다. 응우옌왕조 말기에 관료를 역임하였으며, 남베트남의 총리를 지냈다.
그는 1952년 6월 16일에 1953년 12월 25일까지 남베트남의 총리를 역임하기도 했다. 그는 메콩 델타의 까 레이 지역에서 활동한 공산주의 저항 그룹을 혹독하게 박멸하여 일명 호랑이라는 별칭이 붙여졌다.